# Karelië (republiek)

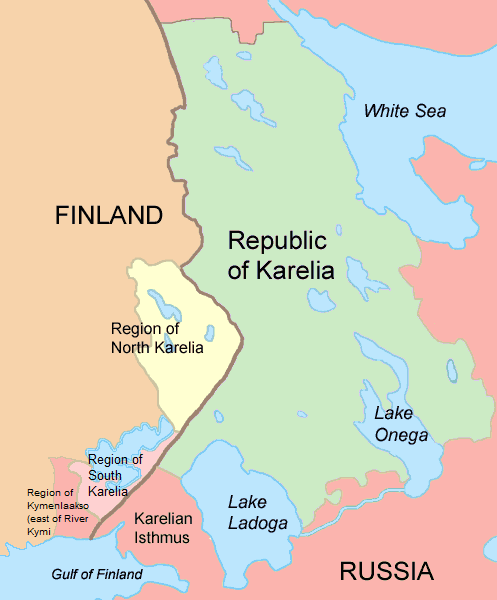
Karelische gebieden

Karelië (Russisch: Карелия, Karelija; Karelisch: Karjala) is een deelrepubliek in het noordwesten van Rusland, dat het grootste deel beslaat van het historische gebied Karelië.
De hoofdstad is Petrozavodsk. Andere grote steden zijn: Kostomoeksja, Sortavala en Kondopoga.
De bevolking bedroeg bij de census van 2002 716.281 inwoners, waarvan 73,6% Russen, 10% Kareliërs, 7% Wit-Russen, 3,6% Oekraïners, 2,3% Finnen en 0,8% Wepsen.
Naast Russisch worden ook Karelisch, Fins en Wepsisch gesproken. Er bestaan ook dagbladen en radiozenders die Karelisch, Fins en Wepsisch gebruiken.
Binnen Karelië zelf hebben de Wepsen zelf een eigen autonoom gebied, namelijk de nationale volost Vepsskaja (een volost staat in Karelië gelijk aan een gemeentelijk district).
Karelië is grotendeels met naaldbossen bedekt, ongeveer 49% van de oppervlakte. Er zijn ook heel veel meren, die 25% van de oppervlakte bedekken. De twee grootste meren zijn het Ladogameer en het Onegameer.
De belangrijkste takken van de economie van Karelië zijn bosbouw, visvangst, papierindustrie en houtbewerking. Ook machinebouw en metallurgie zijn vertegenwoordigd.
Karelië is een toeristische trekpleister binnen Rusland, omdat er veel natuurschoon is. Er is ook een openluchtmuseum voor traditionele bouwkunst. Dit museum bevindt zich op het eiland Kizji in het Onegameer.
Van 1940 tot 1956 had Karelië onder de naam Karelo-Finse SSR de status van Unierepubliek van de Sovjet-Unie. In 1956 werd Karelië een ASSR, een autonome socialistische sovjetrepubliek. Met die naam en lagere status gaf de Sovjet-Unie impliciet zijn aanspraken op Finland op.